# МиГ-110
МиГ-110 — нереализованный проект российского (советского) многоцелевого транспортного самолёта. В российском авиапарке МиГ-110 предназначался для замены отслуживших свой срок Ан-24, Ан-26, Як-40 и подобных им машин.
Предполагалось, что МиГ-110 станет относительно недорогим, простым в эксплуатации и лёгким в управлении и освоении лётным составом. Самолёт мог бы базироваться на небольших грунтовых и высокогорных аэродромах, а также укатанных площадках на снегу. Для его успешной эксплуатации достаточно всего километровой взлётно-посадочной полосы.
Самолёт предназначался для перевозки пассажиров и грузов по воздушным трассам и вне их, в различных климатических условиях, в любое время года и суток. Эксплуатация подразумевалась на аэродромах с бетонными, грунтовыми и снежными укатанными взлётно-посадочными полосами, включая высокогорные. Была предусмотрена конвертация из грузового в грузопассажирский варианты и наоборот в условиях аэродрома. Присутствовала возможность перевозки колёсной техники типа минивэн и негабаритных грузов.
Проект самолёта заморожен на неопределённый срок.

## История проекта
В конце 1980-х годов в СССР начались работы по созданию самолёта специального назначения для доставки в тыл противника разведывательно-диверсионных групп. К самолёту предъявлялись требования высоких лётных характеристик, обеспечения взлёта и посадки на неподготовленных площадках в сочетании с низким уровнем демаскирующих признаков. В 1990 году победителем конкурса стал проект, разработанный в ОКБ имени А. И. Микояна.
Разработку самолёта, получившего обозначение МиГ-110, возглавил Н. З. Матюк (позже его сменил Л. Г. Шенгелая). В начале 1994 года Правительство РФ приняло решение о финансировании программы из федерального бюджета. В августе 1997 года комиссии был представлен полноразмерный макет самолёта. После этого Нижегородский авиазавод «Сокол» приступил к изготовлению первого прототипа. В 1998 году начались переговоры с Австрией о лицензионном производстве самолёта в этой стране. В 2000 году предложение о предоставлении лицензии было включено в рамки офсетной программы поставки ВВС Австрии истребителей МиГ-29.
Программа МиГ-110 постепенно обрастала годами. Разработка самолёта была включена в программу развития гражданской авиации. Но финансировалась она крайне недостаточно.
С 1998 года начался процесс резкого ослабления интереса к работе ОКБ имени А. И. Микояна по данной теме и одновременный переход группы ведущих конструкторов и специалистов с имеющимися наработками в ОКБ Сухого. Тема получила шифр Су-80 и к настоящему времени[когда?]

 на КНААПО произведены первые фюзеляжи установочной партии.

## Конструктивные особенности
Самолёт двухбалочной схемы с высокорасположенным крылом и П-образным хвостовым оперением. Гондолы двигателей являются продолжением балок, несущих хвостовое оперение. В хвостовой части фюзеляжа расположена грузовая рампа-трап. Шасси трёхопорное с носовой опорой, рассчитано на эксплуатацию грунтовых аэродромов. Назначенный ресурс самолёта 25000 лётных часов. Грузы могут перевозиться в стандартных авиационных контейнерах 2АК-З, ЗАК-1, 1ЛК-09. В грузовом отсеке также размещаются автомобиль ВАЗ-2121 «Нива» с прицепом, ЛуАЗ-967М с прицепом, УАЗ-469, ГАЗ-14 «Чайка», ГАЗ-3102 «Волга».

## Лётно-технические характеристики
Источник данных: Уголок неба

Технические характеристики
- Экипаж: 2 чел.
- Пассажировместимость: 48 чел.
- Грузоподъёмность: 5500 кг
- Длина: 18,90 м
- Размах крыла: 25,00 м
- Высота: 5,40 м
- Максимальная взлётная масса: 18000 кг
- Силовая установка: 2 × ТВД ТВ7-117С

Лётные характеристики
- Максимальная скорость: 550 км/ч
- Крейсерская скорость: 500 км/ч
- Практическая дальность: 1680 км
- Перегоночная дальность: 3775 км
- Практический потолок: 8000 м

## Модификации
| Название модели | Краткие характеристики, отличия.            |
| --------------- | ------------------------------------------- |
| МиГ-110         | базовый                                     |
| МиГ-110А        | австрийский вариант                         |
| МиГ-110ВТ       | военно-транспортный самолёт                 |
| МиГ-110М        | с силовой установкой западного производства |
| МиГ-110ПР       | разведывательно-патрульный                  |

## Экономические сведения
В разработку самолёта на середину 1997 года было инвестировано примерно 200 млрд рублей собственных средств разработчика. На февраль 1999 года стоимость программы освоения серийного производства МиГ-110А в Австрии составляла примерно $100 млн на проектирование, постройку опытных самолётов, испытания и подготовку производства на МАПО МиГ. Австрийские специалисты называют бо́льшие цифры.
Примерная стоимость самолёта — не более 7,5 млн долл. С учётом затрат на НИОКР окупаемость программы наступит после продажи примерно 40–50 самолётов. Потенциальная потребность отечественной гражданской авиации в самолётах подобного класса, по оценке экспертов, составляет примерно 200 машин.